# Santa Rita de los Hernández
Santa Rita de los Hernández är en ort i Mexiko.   Den ligger i kommunen Villa de Guadalupe och delstaten San Luis Potosí, i den centrala delen av landet, 400 km norr om huvudstaden Mexico City. Santa Rita de los Hernández ligger 2 060 meter över havet och antalet invånare är 334.
Terrängen runt Santa Rita de los Hernández är huvudsakligen kuperad, men åt nordväst är den platt. Runt Santa Rita de los Hernández är det mycket glesbefolkat, med 6 invånare per kvadratkilometer. Närmaste större samhälle är Santa Isabel, 10,8 km nordväst om Santa Rita de los Hernández. Omgivningarna runt Santa Rita de los Hernández är i huvudsak ett öppet busklandskap.